# Rickey Henderson
Rickey Henley Henderson (Chicago, Illinois; 25 de diciembre de 1958-Oakland, California; 20 de diciembre de 2024) fue un  beisbolista estadounidense de las Grandes Ligas. Jugó en nueve equipos diferentes desde 1979 hasta el 2003. 
Posee el récord del mayor número de bases robadas de todos los tiempos (1.406) y en 1982 totalizo 130 estafas para quedar segundo en una temporada regular en este renglón, además es líder histórico en carreras anotadas (2.295). Fue elegido 10 veces para el juego de las estrellas. Es miembro del Salón de la Fama del Béisbol desde 2009 siendo elegido en su primera nominación con el 94% de votos. Es de los pocos jugadores de batear del lado derecho y lanzar la pelota con la mano izquierdo, una destreza y cualidad poco frecuente. Su posición era jardinero izquierdo.

## Inicios
Se graduó en 1976 del Preuniversitario Tecnológico de Oakland, ahí era jugador de football, basketball y béisbol. Inició su carrera con los Oakland Athletics en 1979 y ya para 1980, tenía el récord para la Liga Americana con 100 bases robadas. Para 1982, alcanzó el de Grandes Ligas con 130. En 1983, logró otra temporada con 100 o más bases estafadas.

## New York Yankees

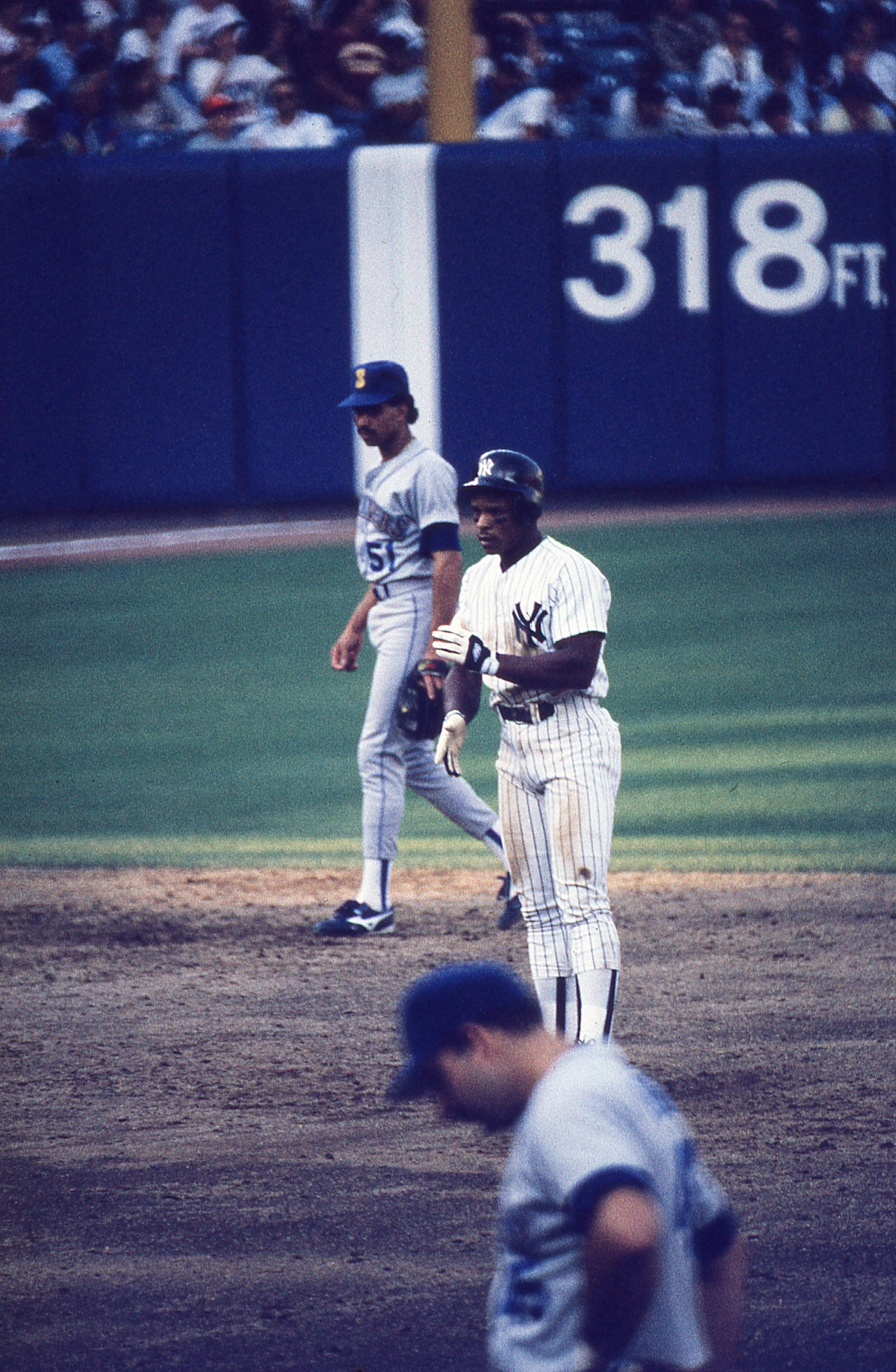

En diciembre de 1984, fue cambiado junto a Bert Bradley por otros 5 jugadores. En su primer año como jugador de los Yankees, Henderson fue líder en varios departamentos como el de carreras anotadas (146) y bases robadas (80), fue cuarto en base por bolas (99) y porcentaje de embasado (.419). También ganó el The Silver Slugger Award, premio que reconoce al mejor bateador de la liga en su posición, además de ser tercero en la votación del MVP. En tan solo cuatro años y medio que estuvo en New York, Henderson implantó récord en la franquicia en bases robadas con 326 stolen bases. El 28 de mayo de 2011 Rickey fue superado en este departamento por Derek Jeter, quién jugó 1700 juegos más como as a Yankee que Henderson.

## Retorno a Oakland
En 1985 pasó a los New York Yankees donde tuvo la mejor temporada de su carrera con .314 de average, 24 cuadrangulares y 80 bases robadas. Llegó 146 veces al home: el mayor número de veces desde 1949. 
En 1989 militó, a mitad de temporada, nuevamente con los A´s, logró llegar a la Serie Mundial y ganarla. En nueve juegos de postemporada alcanzó .441 de bateo y 11 bases robadas. El siguiente año (1990) fue elegido jugador más valioso de la Liga Americana.

## Últimas temporadas en las mayores
En 1993 firmó con los Blue Jays, con los que ganó otra Serie Mundial. En los años postreros de su carrera jugó para diferentes equipos: Oakland, San Diego (con los que en 2001 llegó a los 3,000 hits), Anaheim, Mets, Seattle, Boston y Los Ángeles (con los que realizó su última temporada en 2003). En 2009 fue elegido al Salón de la Fama del Béisbol.

## Muerte
A los 65 años y producto de una neumonía, falleció el 20 de diciembre de 2024 en Oakland.

## Trivia
- 10 veces elegido al Juego de las Estrellas
- Ganador del Guante de Oro en 1981.
- Lideró la liga americana en bases robadas desde 12 veces.
- Rompió el récord de Lou Brock cuando alcanzó las 939 bases robadas el 1 de mayo de 1991 contra New York.